# Masakra w Chatyniu
Masakra w Chatyniu – masowy mord na mieszkańcach białoruskiej wsi Chatyń dokonany przez Niemców i ich ukraińskich kolaborantów 22 marca 1943 roku, podczas II wojny światowej, w ramach działań antypartyzanckich opartych na nazistowskiej doktrynie Bandenbekämpfung.
Bezpośrednią przyczyną masakry był atak sowieckich partyzantów na kolumnę samochodową 118. batalionu Schutzmannschaft, do którego doszło na szosie między Łohojskiem a Pleszczenicami. W walce zginęło pięciu Niemców i Ukraińców, a trzech innych zostało rannych. Jeszcze tego samego dnia dwie kompanie 118. batalionu Schutzmannschaft wsparte przez pododdziały SS-Sonderbataillon „Dirlewanger” spacyfikowały Chatyń, w którym ukryła się część partyzantów. Wieś doszczętnie spalono, mordując od 149 do 156 mieszkańców – przede wszystkim starców, kobiety i dzieci. Większość ofiar została spalona żywcem w stodole.
W połowie lat 60. XX wieku masakra w Chatyniu stała się symbolem zbrodni popełnionych przez niemieckich okupantów na Białorusi.

## Preludium

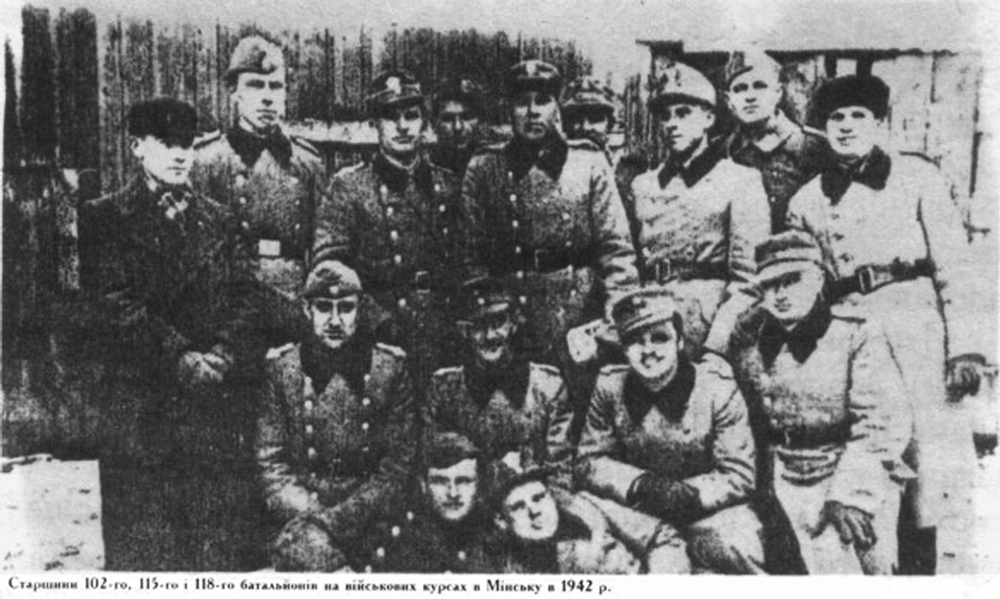
Funkcjonariusze 118. batalionu Schutzmannschaft. Zdjęcie wykonane w Mińsku w 1942 roku

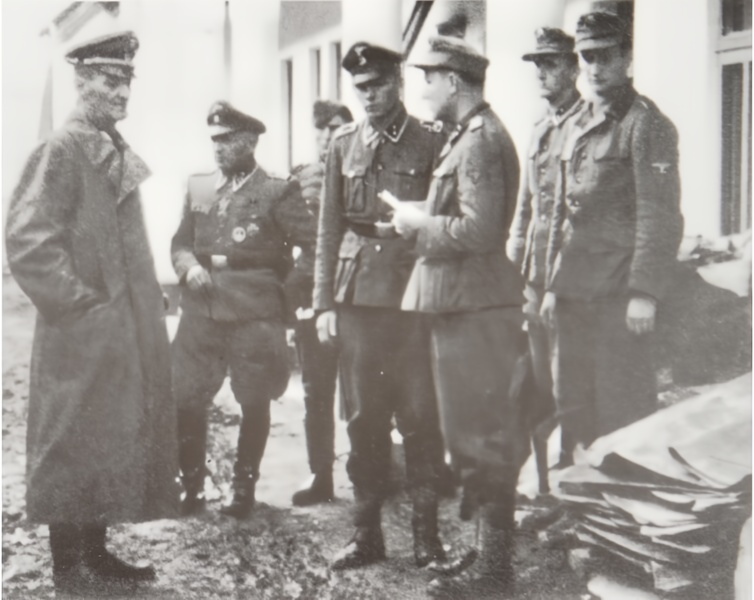
Oskar Dirlewanger (pierwszy z lewej) i jego sztabowcy podczas pobytu w pałacu Tyszkiewiczów w Łohojsku

Pod koniec 1942 roku w Pleszczenicach został zakwaterowany 118. batalion Schutzmannschaft, złożony w większości z ukraińskich kolaborantów. Niedługo później, pod koniec lutego 1943 roku, na Łohojszczyznę przerzucono SS-Sonderbataillon „Dirlewanger”. Była to karna jednostka SS wykorzystywana do walki z partyzantką, złożona przede wszystkim z byłych kłusowników i więźniów kryminalnych. Dirlewangerowcy urządzili swoją bazę w zabudowaniach pałacu Tyszkiewiczów w Łohojsku. W tym czasie w lasach wokół Łohojska, Pleszczenic i Smolewicz operowało pięć sowieckich brygad partyzanckich.
Między 6 stycznia a 7 marca 1943 roku 118. batalion Schutzmannschaft przeprowadził akcje pacyfikacyjne w co najmniej pięciu wsiach, dokonując przy tym licznych podpaleń oraz mordując co najmniej kilkadziesiąt osób. Z kolei 3 marca tegoż roku, zaledwie kilka dni po przybyciu SS-Sonderbataillon na Łohojszczyznę, Niemcy rozpoczęli w tym rejonie lokalną operację przeciwpartyzancką o kryptonimie „Dirlewanger”. 12 marca SS-Sonderbataillon zameldował o rozstrzelaniu 21 „bandytów” i 212 „pomocników”. Dwa dni później dirlewangerowcy spalili wsie Przylepy, Lady i Dobrowo. Niedługo później oba bataliony przeprowadziły wspólną akcję w rejonie Mołodeczna, gdzie dirlewangerowcy wysiedlili wieś Kosino.

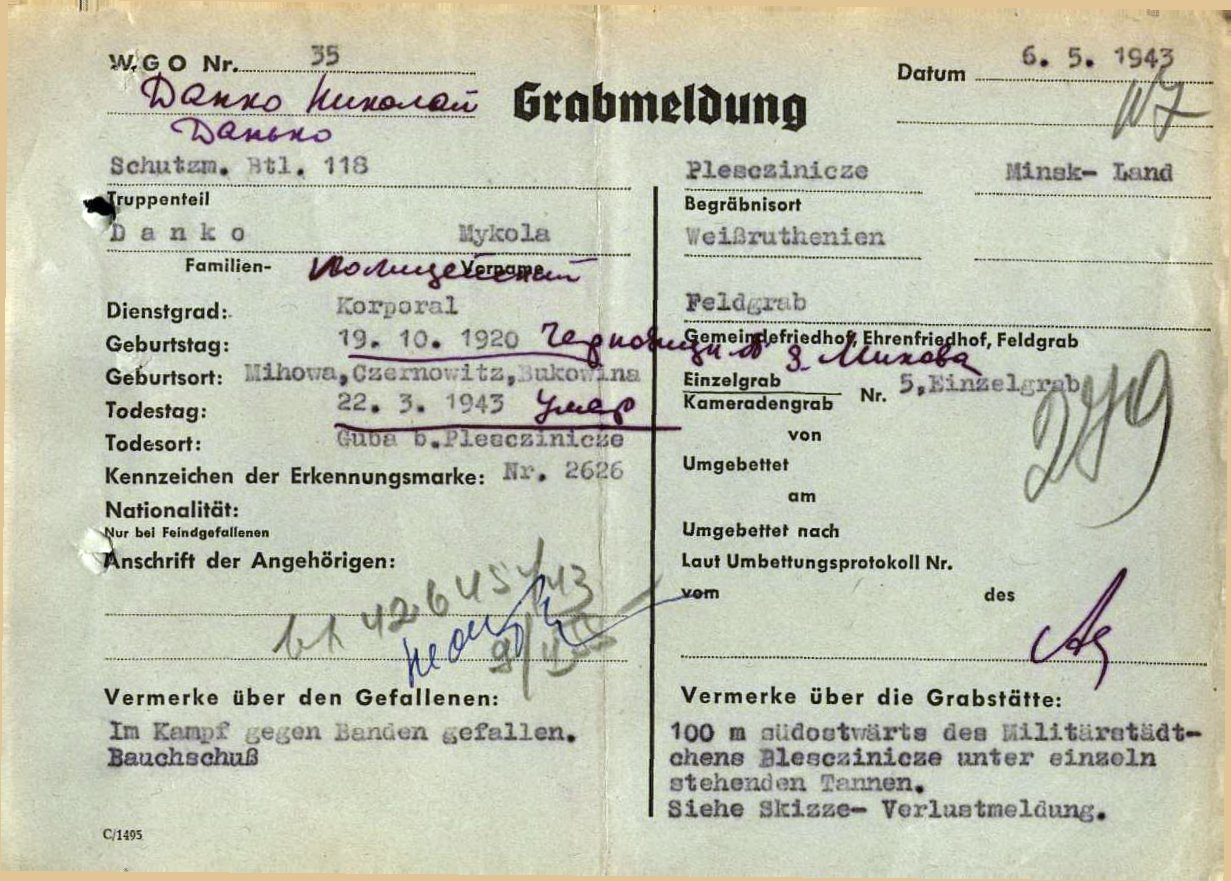
Akt zgonu Mykoły Danki, jednego z policjantów zabitych 22 marca 1943 w zasadzce na szosie między Łohojskiem a Pleszczenicami

21 marca 1943 roku partyzanci z Brygady Partyzanckiej „Wujka Wasi” wyruszyli na akcję wymierzoną w niemiecki transport samochodowy. Do realizacji tego zadania wyznaczono 1. i 3.  kompanię z oddziału partyzanckiego „Mściciel”, nad którymi dowództwo sprawował por. Morozow (zastępca dowódcy oddziału). Następnego dnia około południa, na szosie między Łohojskiem a Pleszczenicami, nieopodal wsi Kozyry, w partyzancką zasadzkę wpadła kolumna samochodowa 118. batalionu Schutzmannschaft. Według niemieckich raportów wyruszyła ona z bazy w celu ochrony łącznościowców, którzy naprawiali uszkodzoną przez partyzantów sieć telefoniczną, oraz „wyeliminowania ewentualnych blokad drogowych”. Składała się z samochodu pancernego i dwóch samochodów ciężarowych.
Już w pierwszej fazie potyczki został zabity kpt. Hans Woellke – oficer Ordnungspolizei, niemiecki dowódca 1. kompanii 118. batalionu, a zarazem mistrz olimpijski z 1936 roku w pchnięciu kulą. Zginęli ponadto celowniczy karabinu maszynowego w samochodzie pancernym, volksdeutsch nazwiskiem Schneider, oraz trzech ukraińskich policjantów. Trzech innych Ukraińców, w tym dowódca 1. plutonu 1. kompanii por. Wasilij Mieleszko, zostało rannych. Według sowieckich raportów partyzanci nie ponieśli żadnych strat.
Po zakończeniu potyczki policjanci, nie czując się na siłach podejmować pościgu, przystąpili do odwrotu. Po drodze, w okolicach wsi Luba (Huba), aresztowali robotników leśnych, którzy pracowali przy wyrębie lasu, a którzy zapewnili ich wcześniej, że nie widzieli w okolicy sowieckich partyzantów. Niedługo później 23 robotników zostało zastrzelonych „podczas próby ucieczki”. Pozostałych zabrano na posterunek żandarmerii w Pleszczenicach, skąd jednak zostali zwolnieni, gdy nie znaleziono dowodów na ich współpracę z partyzantami.

## Przebieg

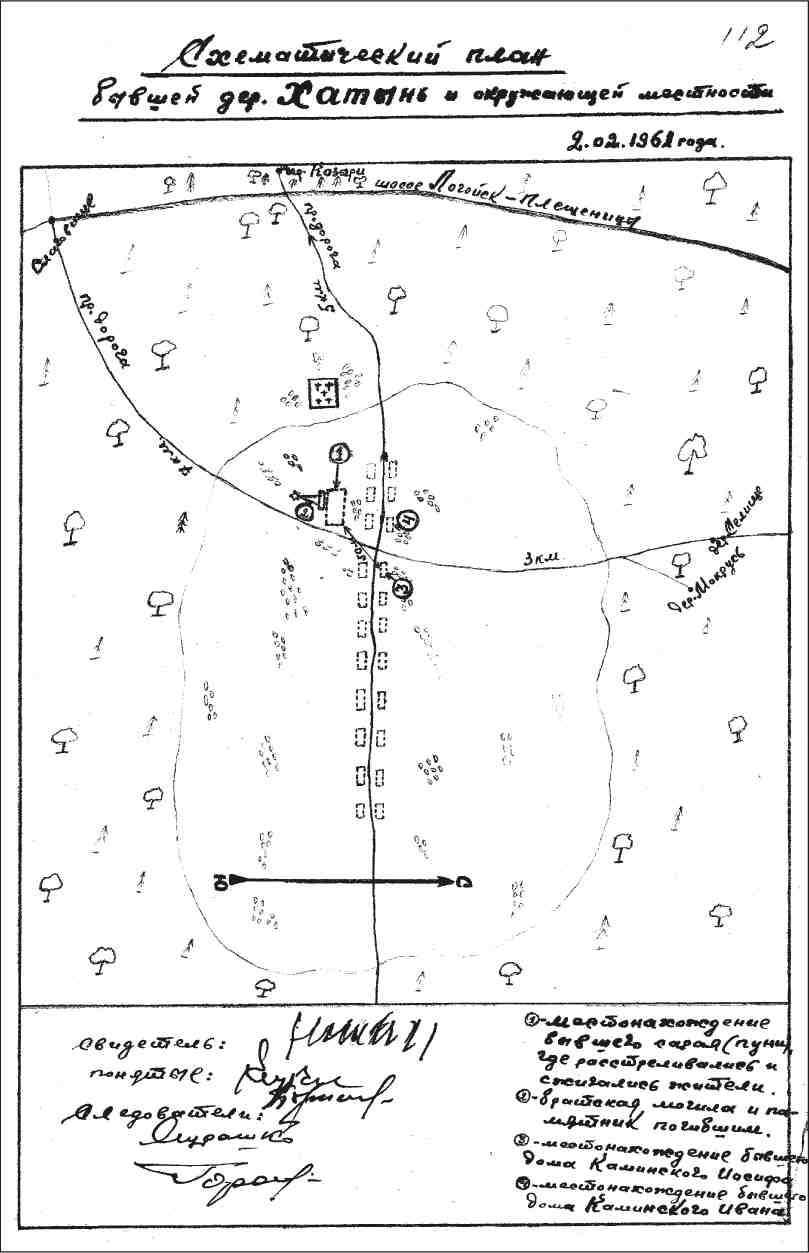
Mapa Chatynia sporządzona po wojnie na potrzeby KGB

Na wieść o partyzanckim ataku szef sztabu 118. batalionu Schutzmannschaft por. Hryhorij Wasiura poderwał w trybie alarmowym 1. i 3. kompanię. Wraz z nimi na akcję udał się niemiecki dowódca batalionu mjr Erich Körner oraz jego ukraiński zastępca mjr Kostiantyn Smowśkyj, aczkolwiek to Wasiura faktycznie sprawował tego dnia dowództwo.
Oba pododdziały udały się w kierunku miejsca zasadzki. Podczas przeczesywania terenu policjanci napotkali partyzantów i wdali się z nimi w walkę. Körner i Smowśkyj wezwali wówczas na pomoc SS-Sonderbataillon „Dirlewanger”. Wkrótce z Łohojska wyruszyły należące doń kompania niemiecka i pluton ukraiński (dowodzili nimi odpowiednio SS-Sturmbannführer Karl-Joachim Praefke i por. Mielniczenko). Według powojennych zeznań Wasilija Mieleszki w pościgu i pacyfikacji wzięło udział łącznie około 150–160 policjantów ze 118. batalionu i około 100 esesmanów z jednostki Oskara Dirlewangera.
Prawdopodobnie około 16:30 Niemcy i Ukraińcy otoczyli Chatyń, w którym ukryła się część partyzantów (odkryto ich dzięki śladom pozostawionym na śniegu). Wieś opanowano po prawie godzinnej walce. Według niemieckich raportów zabito 30 lub 34 partyzantów, w tym jedną kobietę. Partyzanci zameldowali natomiast o utracie trzech zabitych i czterech rannych. O kilku zabitych partyzantach, w tym jednej kobiecie (jakoby Żydówce), wspominał także ocalały z masakry Józef Kaminski.
Po zakończeniu walki Niemcy i Ukraińcy przeczesali wieś. Mieszkańców pośpiesznie wyciągnięto z domów i piwnic, nie pozwalając nawet na założenie butów i odzieży. Ponad 100 osób – większości kobiety, dzieci i starców – zgromadzono na niewielkim placu, po czym zagnano do stodoły, która przed kolektywizacją była własnością wspomnianego Józefa Kaminskiego. Następnie oprawcy zaryglowali drzwi do stodoły i podłożyli ogień. Z relacji świadków wynika, że to Wasiura rozkazał zagnać ofiary do stodoły, podczas gdy jego adiutant podpalił dach przy użyciu pochodni.

Ludzie zaczęli krzyczeć, stukać do drzwi. Körner, Smowśkyj i Wasiura rozkazali otworzyć ogień do ludzi zamkniętych w stodole. Dowódcy plutonów rozkazali nam strzelać w stodołę. Wszyscy policjanci, znajdujący się w pobliżu stodoły, otworzyli ogień do ludzi, którzy byli w niej zamknięci. Strzelali Leszczenko, Kremlew i Strokacz z ciężkich karabinów maszynowych, Mieleszko z pistoletu maszynowego, Pankiw i Kusznir z karabinów powtarzalnych [...] Oprawcy strzelali do stodoły, aż ucichły okrzyki ludzi i zawalił się dach.

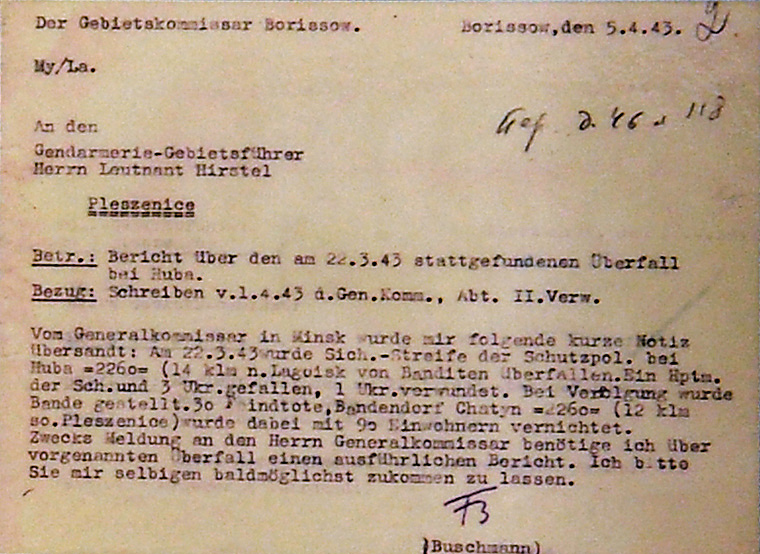
Jeden z niemieckich raportów na temat pacyfikacji Chatynia

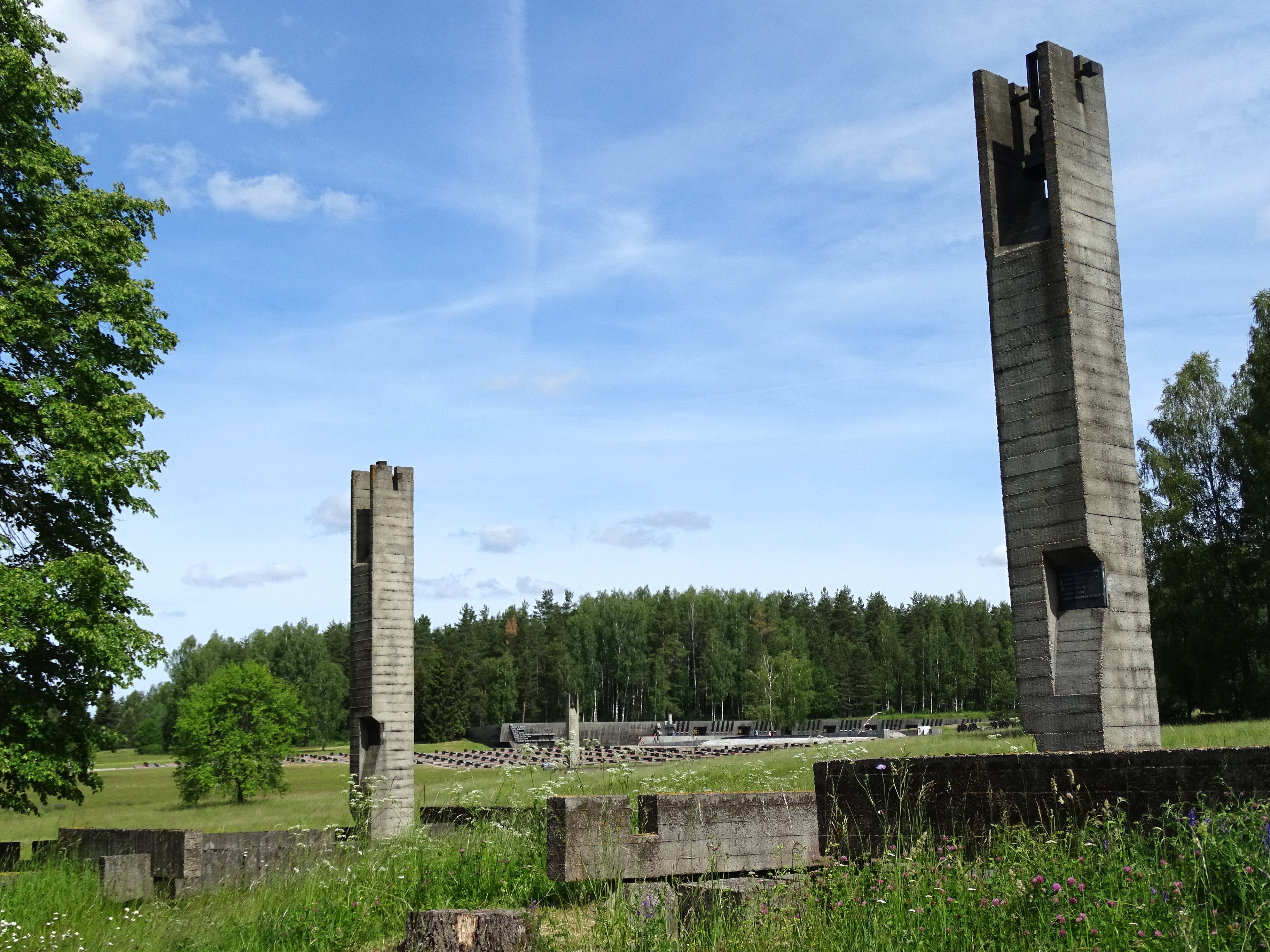
Obeliski zwieńczone dzwonami, wzniesione w miejscu gospodarstw spalonych w czasie pacyfikacji

Jeden z ocalałych relacjonował, że w pewnym momencie przerażone ofiary zdołały wyłamać wrota do stodoły, lecz Niemcy i Ukraińcy wybili uciekających ogniem z karabinów i broni maszynowej. W relacjach świadków powtarza się także informacja o dziecku w nieustalonym wieku, które zdołało się wyczołgać z płonącego budynku, lecz zostało dobite strzałem pistoletu (mordercą miał być Smowśkyj lub inny policjant). Ponadto wcześniej część ofiar rozstrzelano poza stodołą. Zabudowania wsi spalono. Z relacji Knapa i innych świadków wynika, że nawet jak na standardy „Bandenbekämpfung” masakra w Chatyniu miała szczególnie brutalny charakter.
W raportach sporządzonych przez 118. batalion Schutzmannschaft i SS-Sonderbataillon „Dirlewanger” pacyfikację Chatynia przedstawiono w sposób zafałszowany, opisując spalenie „probandyckiej” wsi i śmierć jej mieszkańców jako rzekomo uboczny efekt zaciekłej bitwy z partyzantami.
Zazwyczaj przyjmuje się, że ofiarą masakry padło 149 mieszkańców Chatynia, w tym 76 dzieci. Według niektórych źródeł liczba zamordowanych mogła jednak sięgnąć 156 osób. Dwa dni po masakrze mieszkańcy sąsiednich wiosek pogrzebali szczątki ofiar w trzech zbiorowych mogiłach.
Spośród mieszkańców, którzy znajdowali się we wsi w czasie masakry, ocalało sześcioro: Józef Kaminski (l. 56), Anton Baranowski (l. 11), Wiktor Żełobkowicz (l. 8), Aleksander Żełobkowicz (l. 13), Władymir Jaskiewicz (l. 13), Sofia Jaskiewicz (l. 13). Ten pierwszy – wiejski kowal przyznający się do polskiej narodowości – stracił podczas pacyfikacji żonę i czwórkę dzieci.
Po zniszczeniu Chatynia jednostka Oskara Dirlewangera kontynuowała pacyfikację Łohojszczyzny. Między 23 a 29 marca dirlewangerowcy spalili kolejnych dwanaście wsi, mordując ponad 350 osób.

## Pamięć

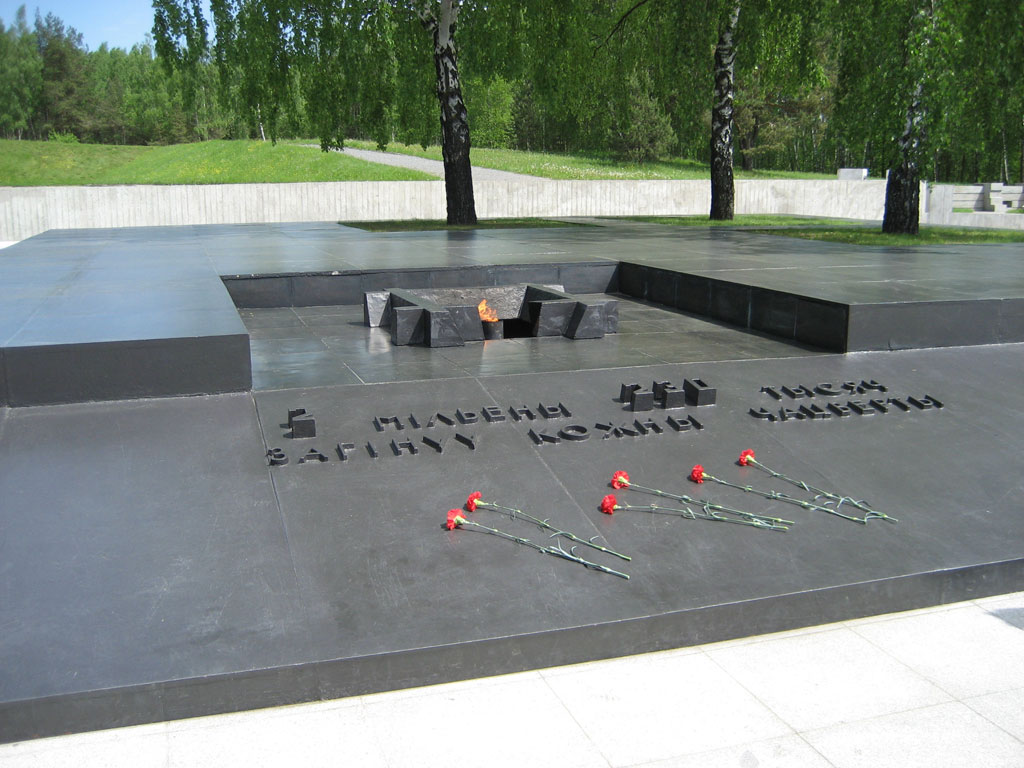
Kompleks memorialny w Chatyniu. Płyta, w której płonie „wieczny płomień pamięci”, symboliczne brzozy oraz inskrypcja o treści: „2 miliony 230 tysięcy. Zginął co czwarty”

Przez ponad dwie dekady masakra w Chatyniu pozostawała zapomniana. Początkowo ofiary upamiętniono jedynie trzema krzyżami. Później zastąpiono je niewielkim obeliskiem z gwiazdą. Z kolei w lipcu 1964 roku na uroczysku chatyńskim odsłonięto pomnik „Rozpaczająca matka” (Cкорбящая мать).
Sytuacja zmieniła się w połowie lat 60., gdy nowo powołany pierwszy sekretarz Komunistycznej Partii Białorusi Piotr Maszerau podjął zabiegi, by zbudować tożsamość sowieckiej Białorusi wokół heroicznej opowieści o walkach partyzanckich w czasie II wojny światowej. 17 stycznia 1966 roku prezydium Komitetu Centralnego KPB podjęło decyzję o utworzeniu w Chatyniu filii Białoruskiego Państwowego Muzeum Historii Wielkiej Wojny Ojczyźnianej. Zapadła jednocześnie decyzja o zbudowaniu tam okazałego kompleksu memorialnego. Ogłoszono konkurs na projekt założenia przestrzenno-pomnikowego, który zwyciężył zespół architektów w składzie: Jurij Grabow, Walentin Zankowicz, Leonid Lewin. Na zaproszenie autorów swój wkład do projektu wniósł później także rzeźbiarz Siergiej Sielichanow. Uroczyste odsłonięcie kompleksu memorialnego nastąpiło 5 lipca 1969 roku. Upamiętnia on nie tylko ofiary pacyfikacji Chatynia, lecz także ofiary innych zbrodni popełnionych przez Niemców na Białorusi.
Masakra w Chatyniu urosła do rangi symbolu niemieckich zbrodni popełnionych na okupowanej Białorusi. Fakt, iż złożony z ukraińskich kolaborantów 118. batalion Schutzmannschaft odegrał kluczową rolę podczas pacyfikacji, był jednak przez długi czas ukrywany. Pierwsza publikacja na ten temat ukazała się w ZSRR dopiero w 1990 roku. Co więcej, zarówno w niej, jak i w niektórych późniejszych publikacjach, odpowiedzialność za zbrodnię w Chatyniu błędnie przypisano banderowskiej frakcji OUN.
Zdaniem niektórych historyków i publicystów masakrze w Chatyniu – nie będącej bynajmniej największą zbrodnią popełnioną przez Niemców na Białorusi, czy nawet na Łohojszczyźnie – celowo nadano w sowieckiej polityce pamięci rangę symboliczną, aby poprzez zbieżności fonetyczne nazw Katyń i Chatyń przyćmić pamięć o zbrodni NKWD w Katyniu.
Ostatni z ocalałych, Wiktor Żełobkowicz, zmarł 24 maja 2020 roku w Mińsku.

## Odpowiedzialność sprawców

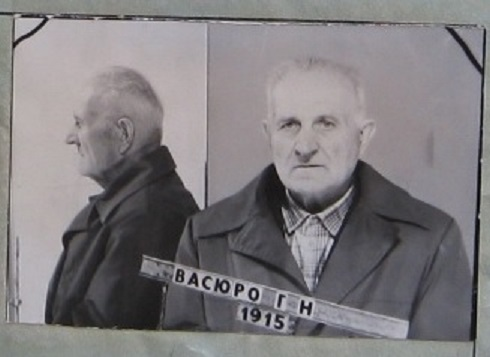
Hryhorij Wasiura. Zdjęcie wykonane w sowieckim więzieniu w 1986 roku

Na początku lat 70. KGB rozpoczęło śledztwo wymierzone w byłych członków  118. batalionu Schutzmannschaft. Wkrótce zatrzymani zostali Ostap Knap oraz były policjant nazwiskiem Łazinski. Obu osądzono i skazano na karę śmierci, który to wyrok prezydium Rady Najwyższej Białoruskiej SRR zmniejszyło jednak do 15 lat pozbawienia wolności.
W 1974 roku rozpoczął się proces Wasilija Mieleszki, dowódcy plutonu w 1. kompanii 118. batalionu Schutzmannschaft. Oskarżony został uznany winnym zbrodni na ludności cywilnej i skazany na karę śmierci. Wyrok wykonano.
Hryhorij Wasiura, główny sprawca masakry, powrócił po wojnie do ZSRR. W 1952 roku został aresztowany pod zarzutem kolaboracji i skazany na karę 25 lat pozbawienia wolności, jednakże już w 1955 roku zwolniono go z łagru na mocy amnestii. Sowiecki wymiar sprawiedliwości zainteresował się nim ponownie w 1974 roku, w związku ze śledztwem prowadzonym przeciwko Mieleszce i innym byłym członkom 118. batalionu Schutzmannschaft. Proces Wasiury rozpoczął się w listopadzie 1986 roku przed sądem wojskowym w Mińsku. W trakcie procesu przyznał się do odpowiedzialności za zbrodnię w Chatyniu („Tak, spaliłem wasz Chatyń!”). Wyrokiem z 26 grudnia 1986 roku został uznany winnym stawianych mu zarzutów i skazany na karę śmierci. Wyrok wykonano 2 października 1987 roku. W obawie przed ujawnieniem niewygodnych z punktu widzenia sowieckiej polityki historycznej i narodowościowej faktów o udziale ukraińskich kolaborantów w masakrze w Chatyniu, władze sowieckie zarządziły, by proces miał charakter zamknięty. Cenzura wstrzymała także publikację artykułów na jego temat.
Za zbrodnie popełnione w czasie służby w szeregach 118. batalionu Schutzmannschaft skazany na śmierć i stracony został ponadto Hryhorij Lakusta.
Kostiantyn Smowśkyj, ukraiński dowódca 118. batalionu Schutzmannschaft, przeżył wojnę. Wyemigrował do USA, gdzie zmarł w 1960 roku.
Część członków 118. batalionu nie pochodziła z terenów ZSRR w jego granicach sprzed 1939 roku. Z tego powodu nie zostali oni po wojnie deportowani do ZSRR i pozwolono im osiedlić się na Zachodzie. Jednym z nich był Wołodymyr Katriuk, który według relacji jednego ze świadków miał wyróżnić się szczególną brutalnością podczas pacyfikacji Chatynia. Po wojnie zamieszkał w Kanadzie, gdzie aktywnie uczestniczył w życiu tamtejszej ukraińskiej diaspory. Gdy na jaw wyszła jego wojenna przeszłość, wszczęto przeciwko niemu postępowanie w sprawie pozbawienia obywatelstwa i deportacji z Kanady. W 2007 roku zostało ono jednak umorzone z powodu braku wystarczających dowodów winy. Katriuk zmarł w 2015 roku.

## Odniesienia w kulturze
Do zbrodni w Chatyniu nawiązał białoruski pisarz Alaksandr Adamowicz w powieści Хатынская аповесць („Opowieść chatyńska”) z 1973 roku, którą w Polsce wydano pod tytułem Narodzona w płomieniu (1975).
Masakrę w Chatyniu ukazano w dramacie wojennym Idź i patrz z 1985 roku (reż. Elem Klimow).